# Central Asia’s Got Talent
Central Asia’s Got Talent («Центральная Азия ищет таланты»), CAGT — шоу талантов, где жители Казахстана, Узбекистана, Кыргызстана, Таджикистана и Азербайджана (с 2021 года) могут проявить себя, вне зависимости от возраста и рода занятий.
Организаторы шоу — генеральный продюсер Central Asia’s Got Talent Show Серик Акишев, Кертаев (Казахстан), продюсер телекомпании КТРК Канатбек Култаев (Кыргызстан), руководитель международного отдела TV Safina Наргис Касымова (Таджикистан) и продюсер телеканала Zo’r Тимур Алиев (Узбекистан).

## Этапы
Central Asia’s Got Talent  пройдет в пять этапов: кастинг, открытые прослушивания, четвертьфиналы, полуфиналы и Грандфинал.

## Обзор сезонов

### Сезон 1 (2019)
В первом сезоне самому старшему участнику было 80 лет, а самой юной участнице 5 лет. Акробаты, певцы, танцоры, фокусники, менталисты, силачи — это лишь не полный список жанров, показанных на сцене Central Asia’s Got Talent. Выпуски первого сезона доступны на видеохостинге Aitube.

#### Судьи
Судьи конкурса представлены известными людьми из стран-участниц.
- Нурлан Абдуллин (Казахстан) — популярный эстрадный певец, телеведущий и бизнесмен.
- Гульнур Сатылганова (Кыргызстан) — известная певица, народная артистка Кыргызской Республики.
- Ситора Фармонова (Узбекистан) — киноактриса, певица и комик (участница команды Дизайна).
- Аловуддин Абдуллаев (Таджикистан) — известный артист театра и кино, заслуженный деятель культуры Таджикистана.

#### Итог
В финал вышли 12 участников. Двое из Таджикистана, три из Кыргызстана и три из Узбекистана. 22-летний представитель Таджикистана Чоршанбе Аловатов выиграл крупнейшее шоу талантов.
| Сезон | Премьера        | Финал          | Победитель        | Занявший второе место | Третье место | Гости | Судьи                                                                   |
| ----- | --------------- | -------------- | ----------------- | --------------------- | ------------ | ----- | ----------------------------------------------------------------------- |
| 3     | 22 декабря 2019 | 11 апреля 2019 | Чоршанбе Аловатов |                       |              |       | Нурлан Абдуллин Гульнур Сатылганова Ситора Фармонова Алауддин Абдуллаев |

### Сезон 2 (2021)
Во втором сезоне к проекту присоединяются участники из Азербайджана. Тем самым кастинг будет проходить в пяти странах: Казахстане, Узбекистане, Таджикистане, Кыргызстане и Азербайджане.